# صحراء وادي سوف

بيت قديم في صحراء الوادي.

صحراء وادي سوف المعروفة كذلك بالرمال الذهبية هي منطقة صحراوية تقع في وسط شمال افريقيا بالتحديد في شمال شرق الصحراء الجزائرية وهي جزء من الصحراء الافريقية الكبرى تبعد عن عاصمة البلاد 630 كلم.

## المناخ
الأمطار قليلة وغير منتظمة تقل عن 200ملم/سنة والجو جاف والحرارة عالية والفوارق الحرارية اليومية والفصلية مرتفعة ويعتقد بعض العلماء أنها المنطقة الأكثر جفافا خلال 3000 سنة. مما يجعل الحياة قاسية في هذه الصحراء.[بحاجة لمصدر][بحاجة لمصدر علمي]

## الطاقة الشمسية
تعتبر صحراء سوف والصحراء الجزائرية عامة أكبر خزان للطاقة الشمسية في العالم حسب ما أعلنته الوكالة الفضائية الألمانية عقب دراسة حديثة أجريت من قبل خبراء الوكالة، أن الصحراء الجزائرية هي أكبر خزان للطاقة الشمسية في العالم، حيث تدوم الإشعاعات الشمسية في الصحراء الجزائرية 3000 ساعة إشعاع في السنة وهو أعلى مستوى لإشراق الشمس على المستوى العالمي حسب الدراسة واستنتجت بان بإمكان إنتاج الكهرباء من الطاقة الشمسية من الصحراء الجزائرية يمكن ان يغطي 50 مرة احتياجات القارة الأوروبية من الطاقة التي تستهلكها سنويا.
وأكد البروفسور الجزائري سمير فلازي بالعاصمة الإسبانية مدريد، أنه بإمكان الجزائر أن تلتقط قدرا كبيرا من الطاقة الشمسية للاستجابة لحاجياتها الطاقية، لاسيما في التنمية المستدامة والفلاحة وحتى التصدير نحو أوروبا، وفي هذا الشأن أكد خبير دولي أن الجزائر تتمتع بكل الإمكانيات لتصبح أول ممون عالمي لكهرباء الطاقة الشمسية لكل من أوروبا وإفريقيا داعيا إلى شراكة طاقية بين الجزائر والاتحاد الأوروبي من اجل تمويل هذا الانتقال الضروري للخيار الطاقي للبلاد.

## الاقتصاد
باتت صحراء وادي سوف أرضاً زراعية تصدّر منتجاتها إلى الخارج. وفي فترة وجيزة تحوّلت إلى منطقة منتجة لأجود أنواع الخضروات والفواكه التي حققت بها الاكتفاء الذاتي، وباتت تنافس بها منتجات الدول الأوروبية والأسيوية وهي التي كانت تتميّز بزراعة النخيل وبعض المزروعات المعاشية لتلبية الحاجيات العائلية فقط - وحول سكان المنطقة مساحات شاسعة من الأراضي الجرداء إلى واحات تنبض بالحياة وأصبحت اليوم حاضنة لمختلف أنواع المزروعات من حبوب، بطاطا، طماطم، فلفل، بصل، بسباس، بزلاء، فول، الزيتون والعديد من الخضراوات الأخرى والفواكه مثل البطيخ والفرولة والعنب والكرموس أو الكرطوس وانواع أخرى من الفواكه الذي تكيّف مع أرضها ومناخها الجاف وبات يعطي مردودا يضاهي ذلك القادم من الولايات الشمالية المختصة في إنتاجه.
تتميّز زراعة النخيل في المجتمع السوفي عن باقي المناطق الصحراوية بخصائص فريدة من نوعها، وخاصة دقلة نور التي كان لها الأهمية البالغة، وتحتل المرتبة الأولى من حيث النوعية بين نخيل الجزائر بأسرها، كما كانت من أهم الموارد الاقتصادية لسكان المنطقة منذ القديم.